# Autoladder

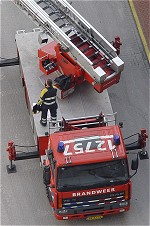
Autoladder van de brandweer Groningen

Een autoladder (in de volksmond ladderwagen genoemd) is een brandweervoertuig dat uitgerust is met een uitschuifbare en draaibare ladder van doorgaans ongeveer 30 meter lengte. Aan het einde van de ladder kan een korf bevestigd zijn om personen naar boven of beneden te heffen zonder dat ze de ladder hoeven te beklimmen. De autoladder valt onder de categorie redvoertuigen en wordt voornamelijk in steden gebruikt om brand te bestrijden en slachtoffers te redden uit hoogbouw. Het voordeel van een autoladder ten opzichte van een hoogwerker is de mogelijkheid om meer mensen achter elkaar omhoog of omlaag te brengen.
In Nederland heeft een autoladder meestal een bemanning van twee personen, al is er soms plaats voor drie inzittenden.
De ladder moet vanaf windkracht 4 vastgezet worden met tuilijnen, vanaf windkracht 6 mag een autoladder niet meer ingezet worden.

## Taak

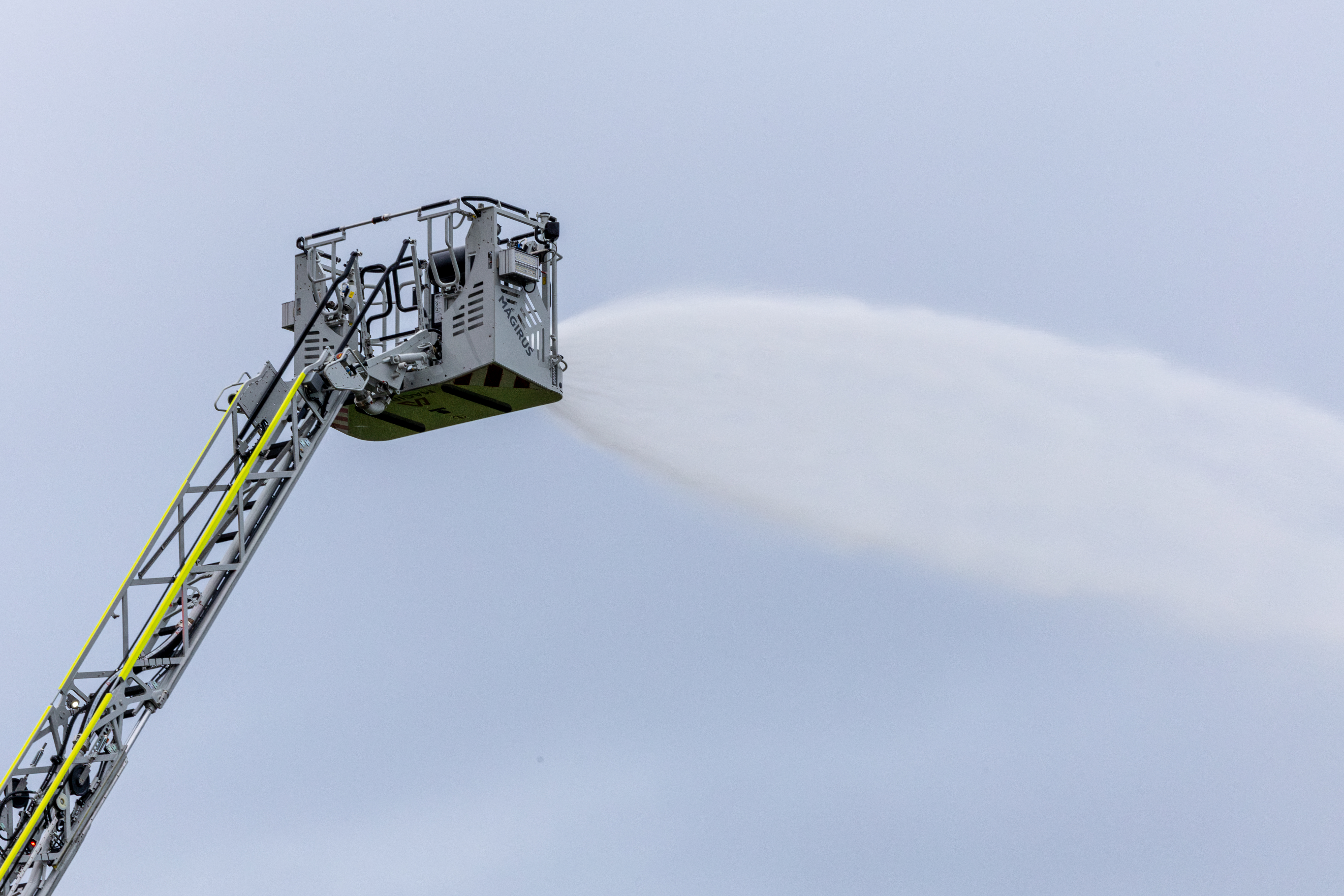
De korf met waterstraal van de autoladder van de brandweer Utrecht-Leidsche Rijn (09-4451).

De taak van de autoladder verschilt per land. In Nederland heeft het voertuig de taak om puur als ladder te dienen ter ondersteuning van een tankautospuit. Dit gebeurt zowel bij branden of ter assistentie van de ambulancedienst voor het naar beneden halen van patiënten. In de Verenigde Staten heeft de bemanning van een Ladder truck de taak om verkenning van brandende gebouwen uit te voeren en ventilatie-openingen in daken te zagen om zo van de hete, giftige en brandbare gassen in gebouwen af te komen. In dat geval zorgt de bemanning van de tankautospuit voor de watervoorziening en brandbestrijding.
In sommige landen worden de eigenschappen van een tankautospuit en een autoladder gecombineerd in een enkel voertuig. In de VS heet dit een Quint.

## Afbeeldingen

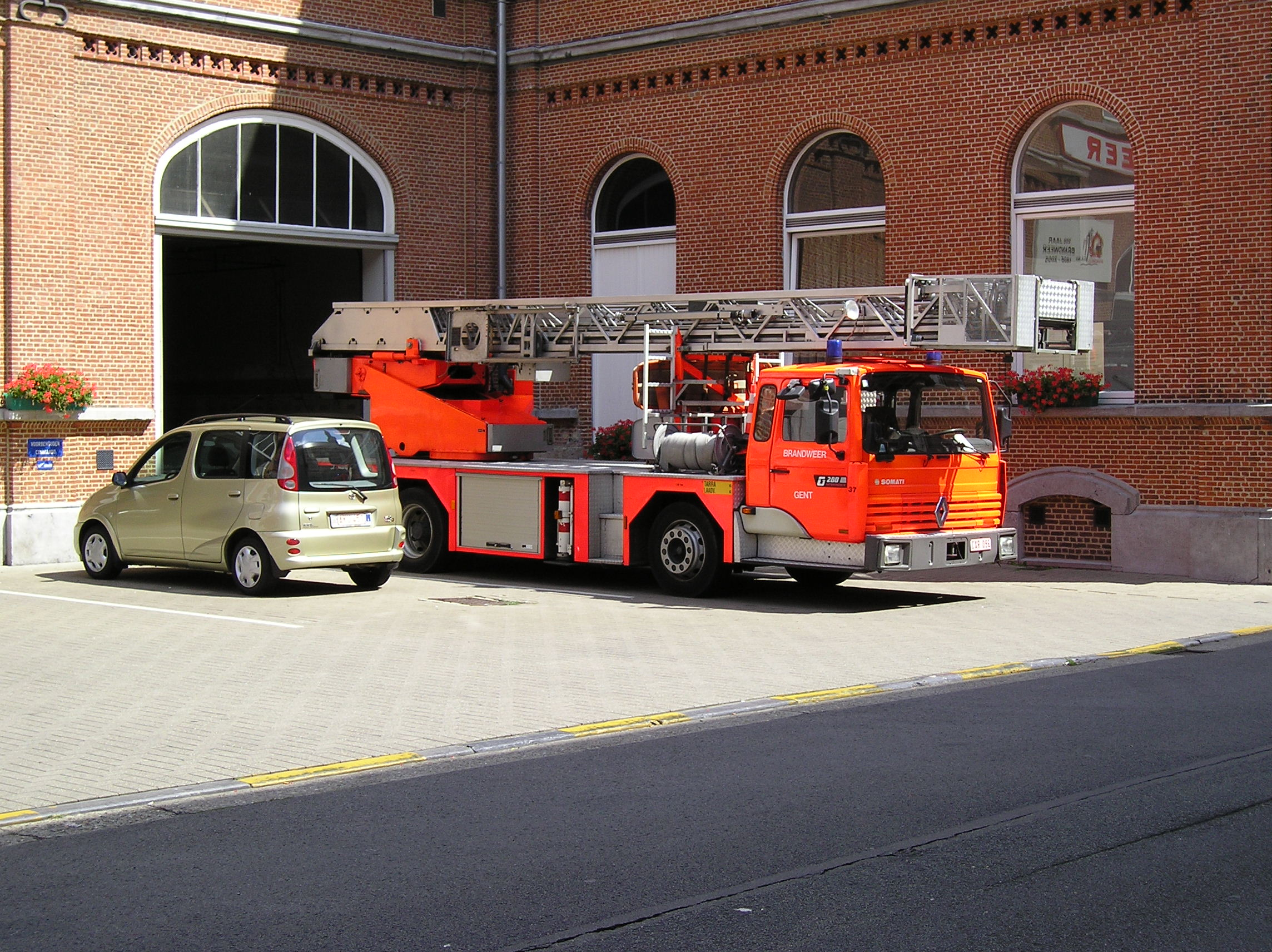
Autoladder in Gent
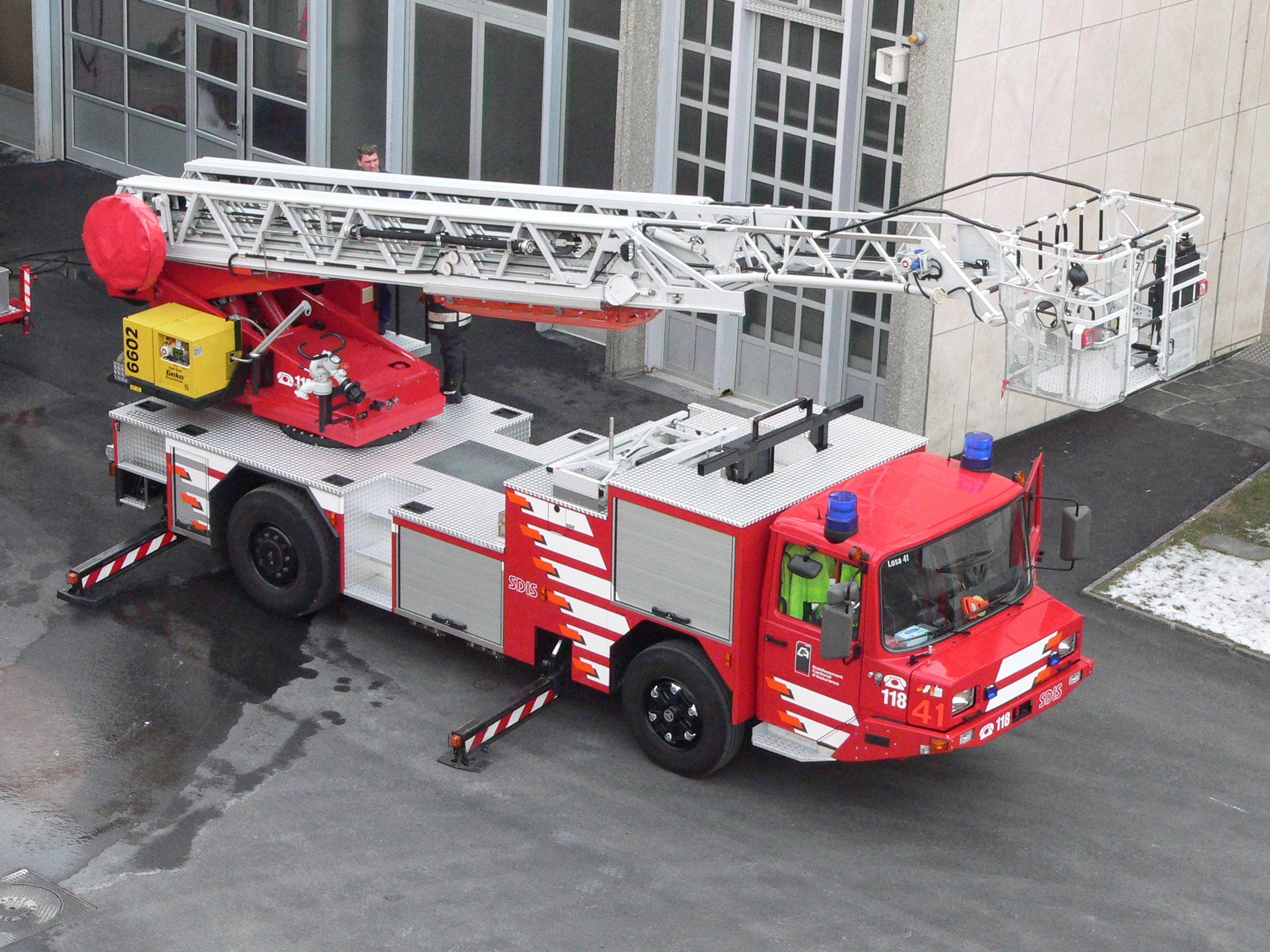
Autoladder in Lausanne
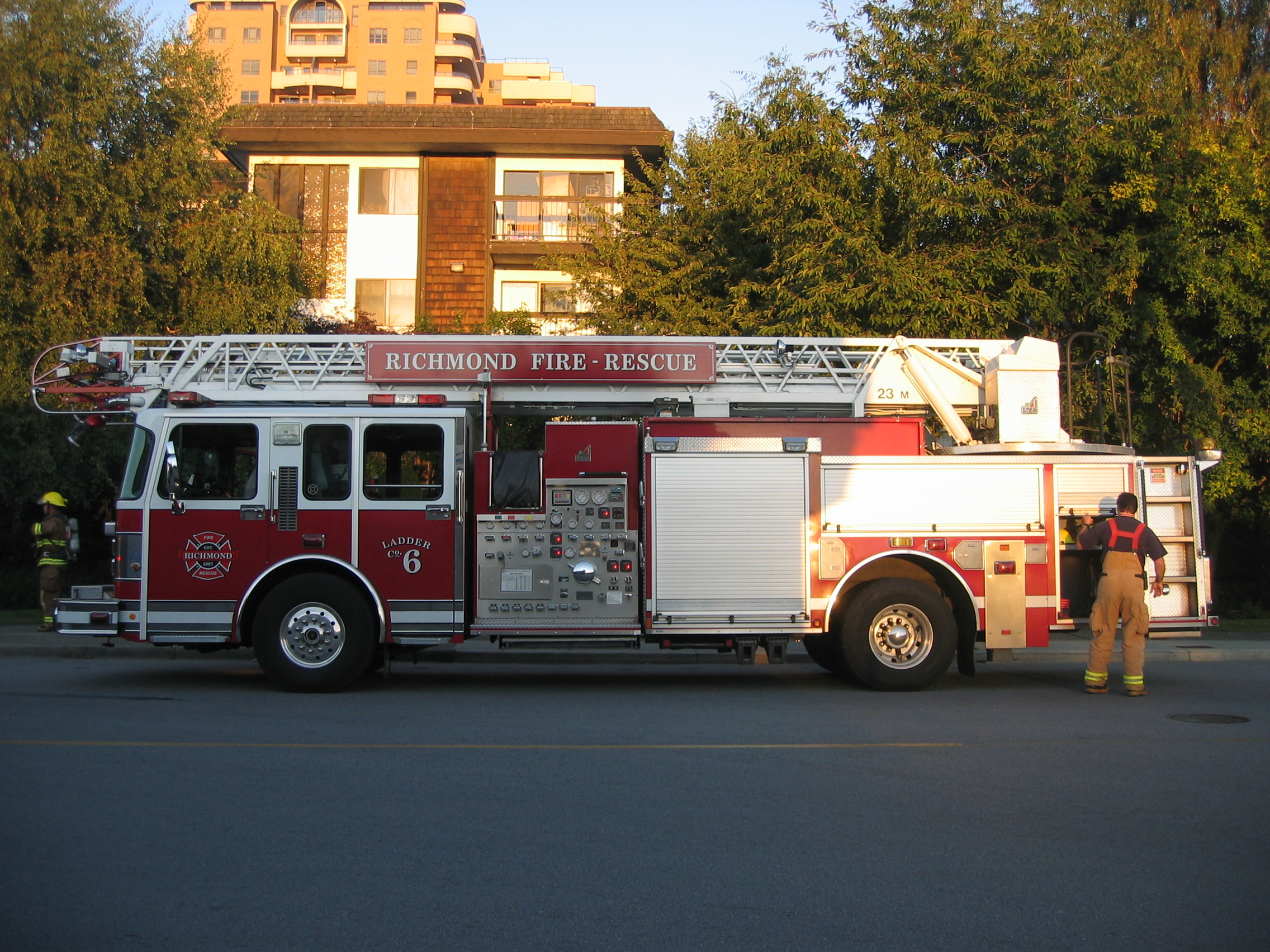
Autoladder in Richmond, BC, Canada
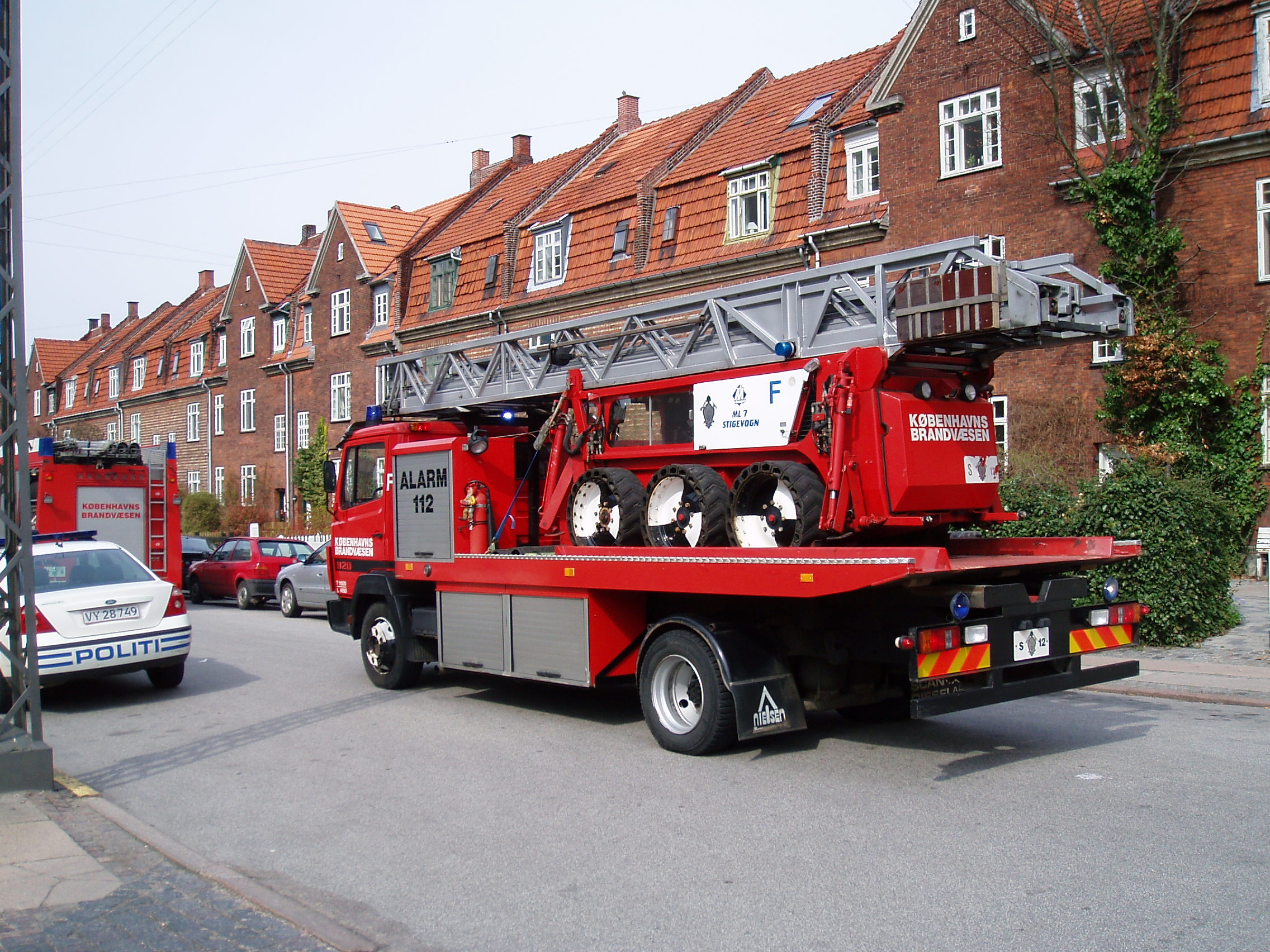
Zeer mobiele autoladder in Kopenhagen
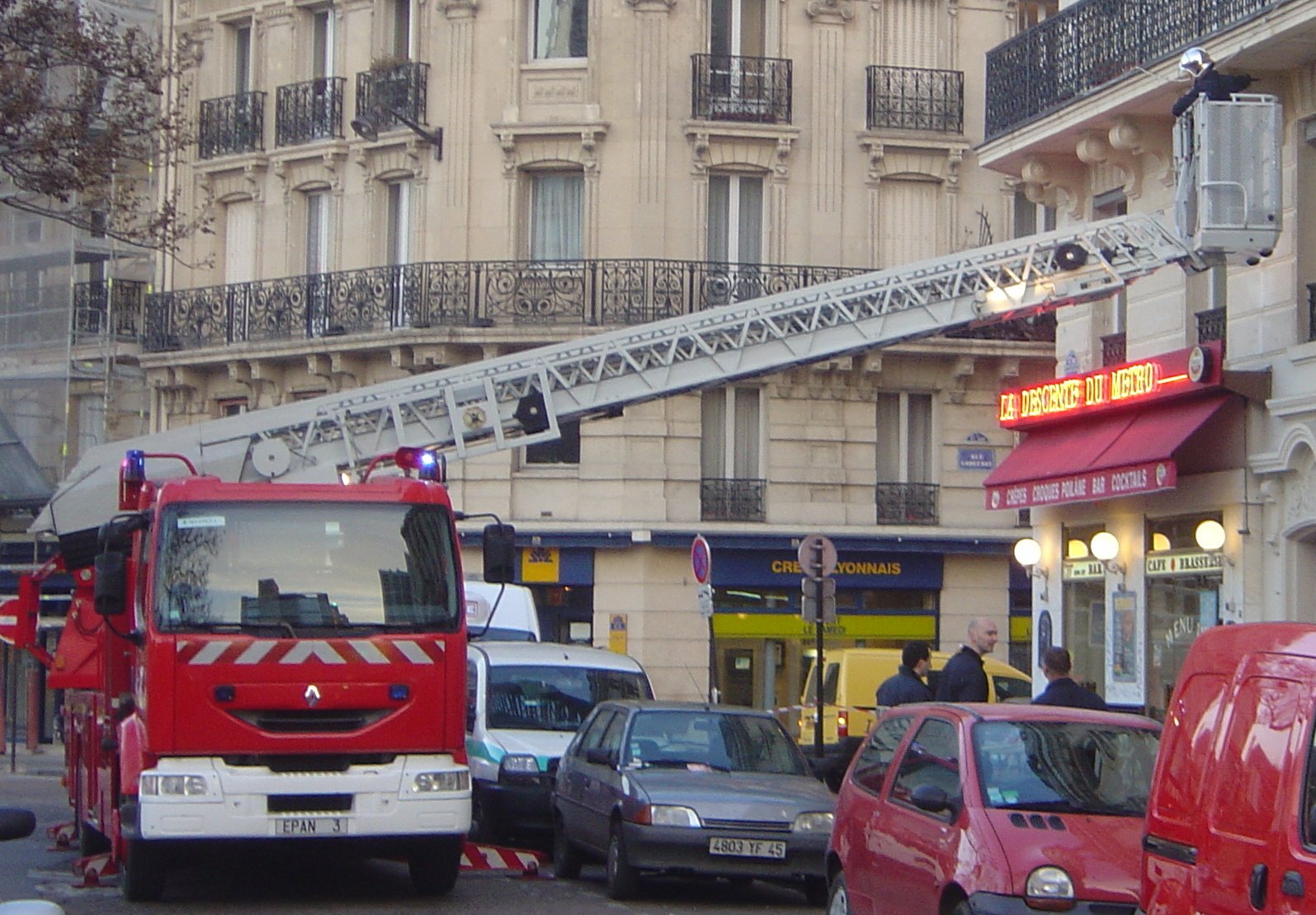
Een autoladder in actie in Parijs
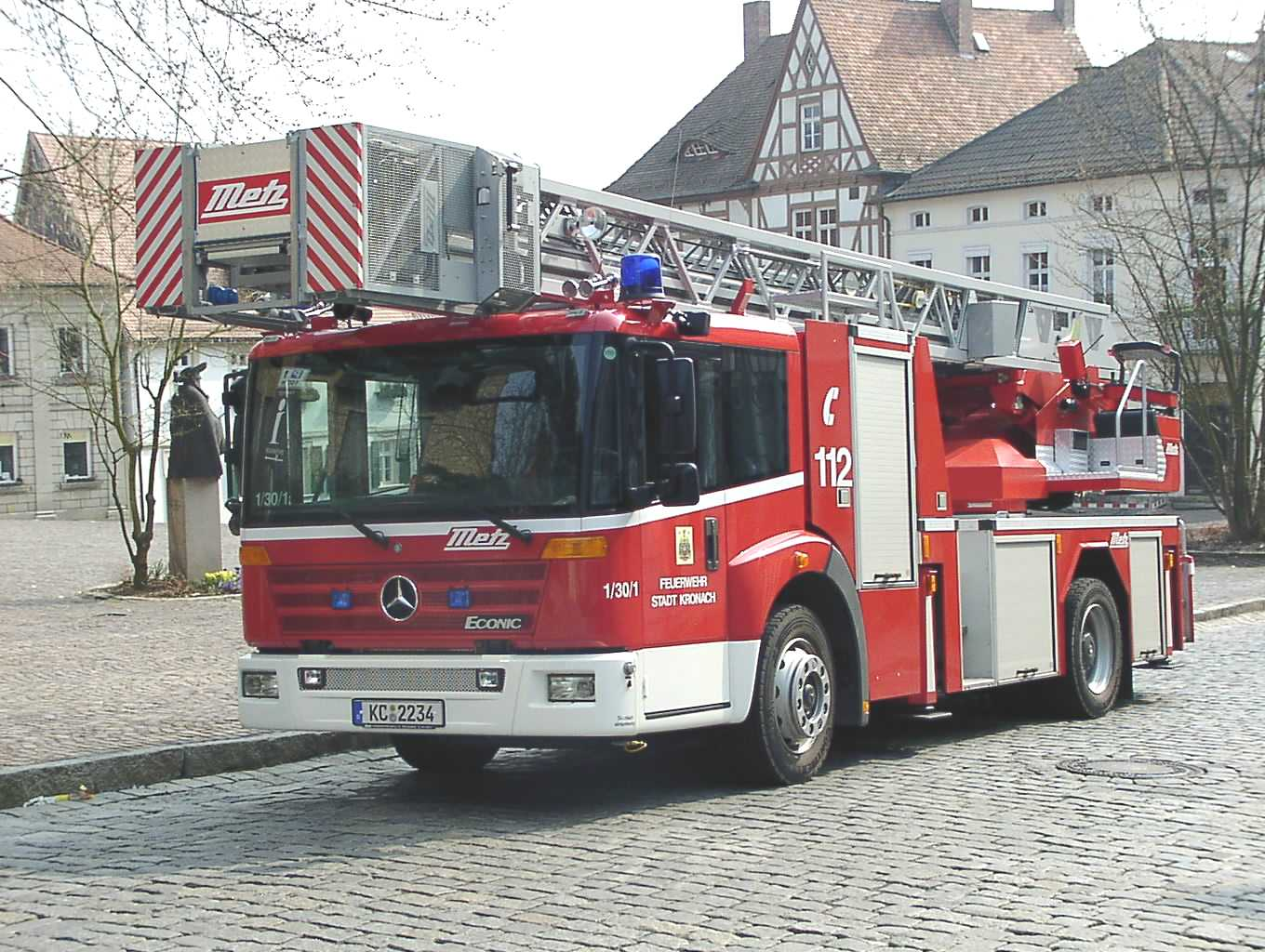
Autoladder in Kronach, Duitsland
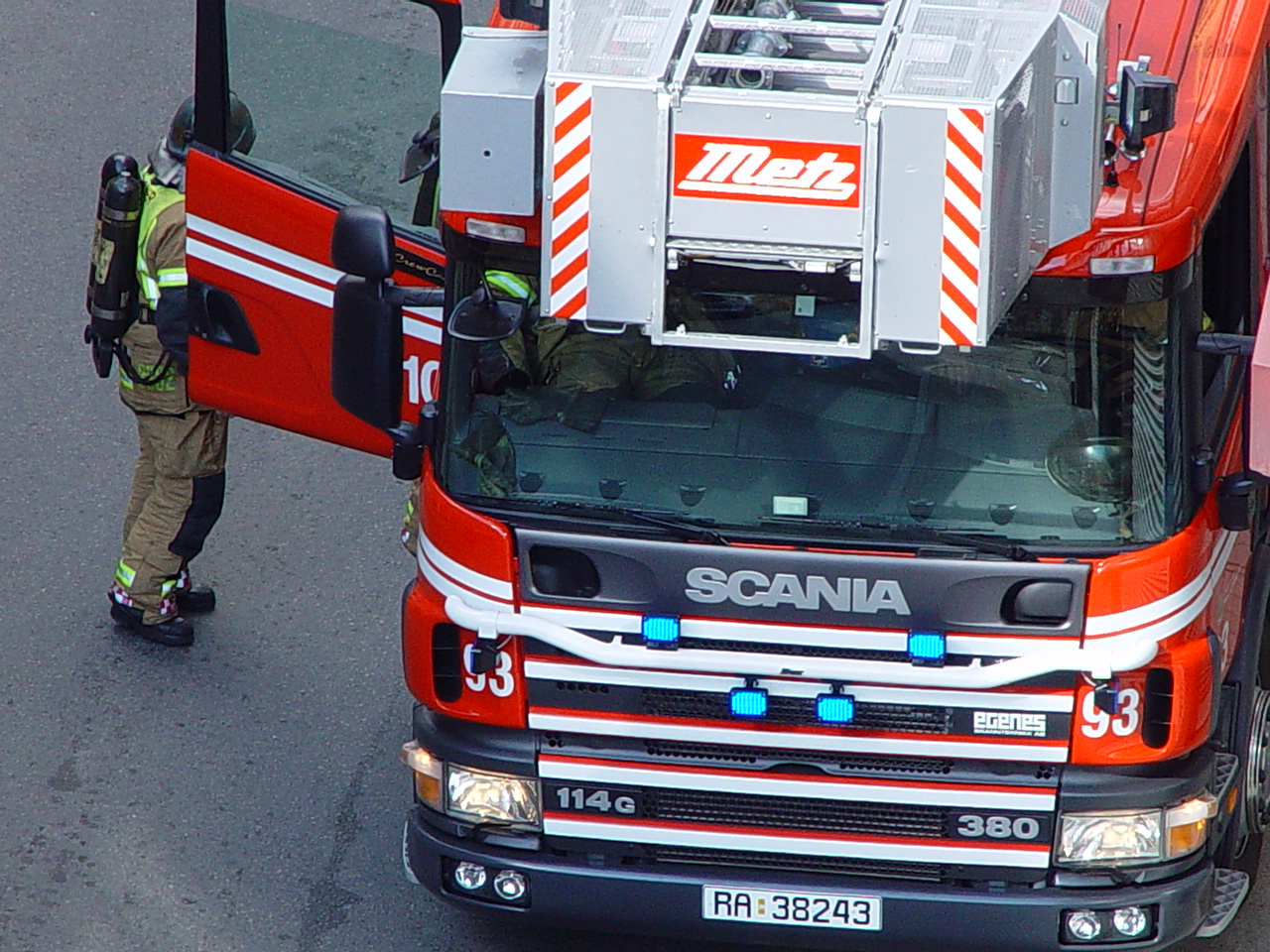
Autoladder in Noorwegen
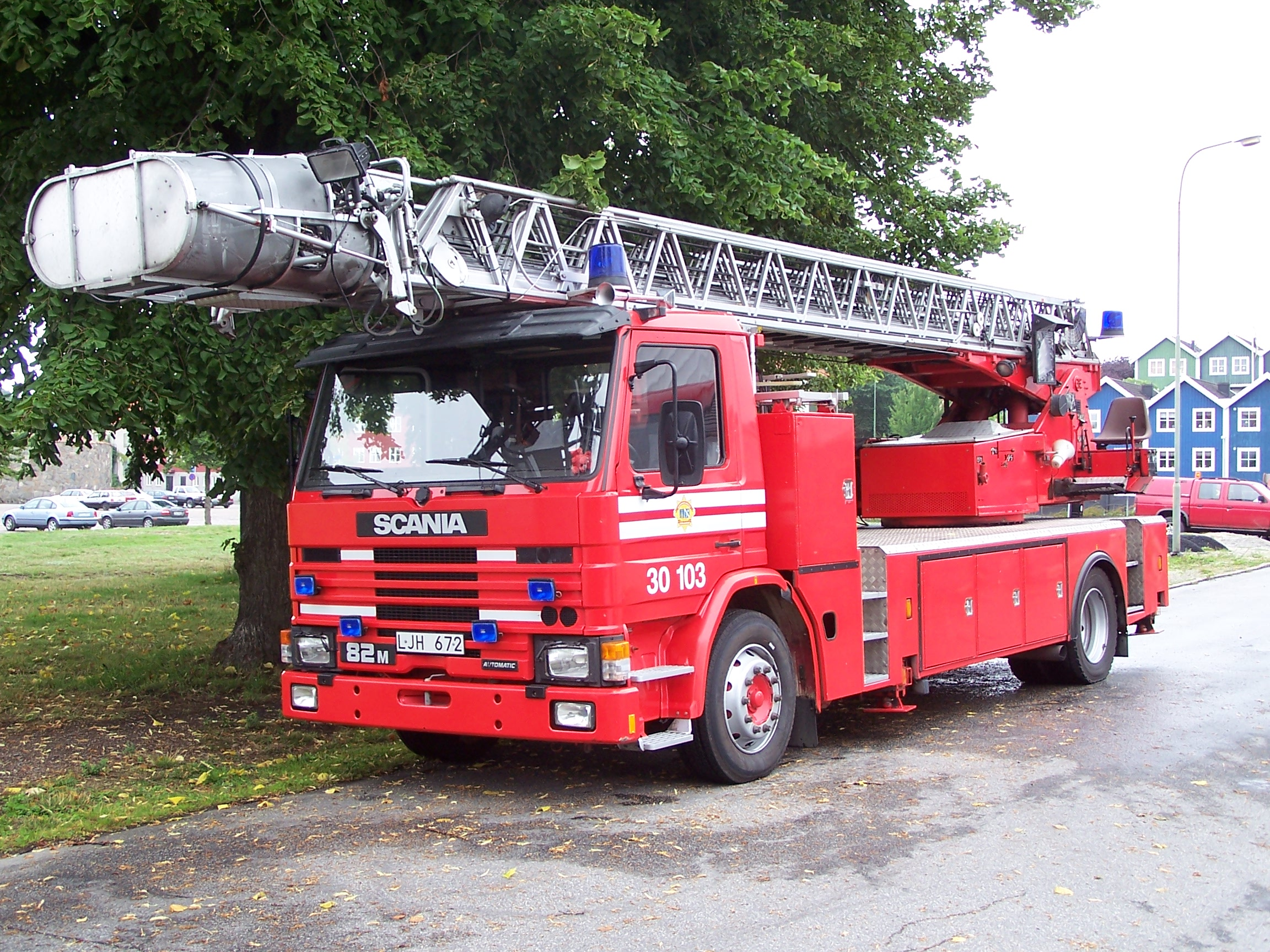
Autoladder in Karlskrona, Zweden
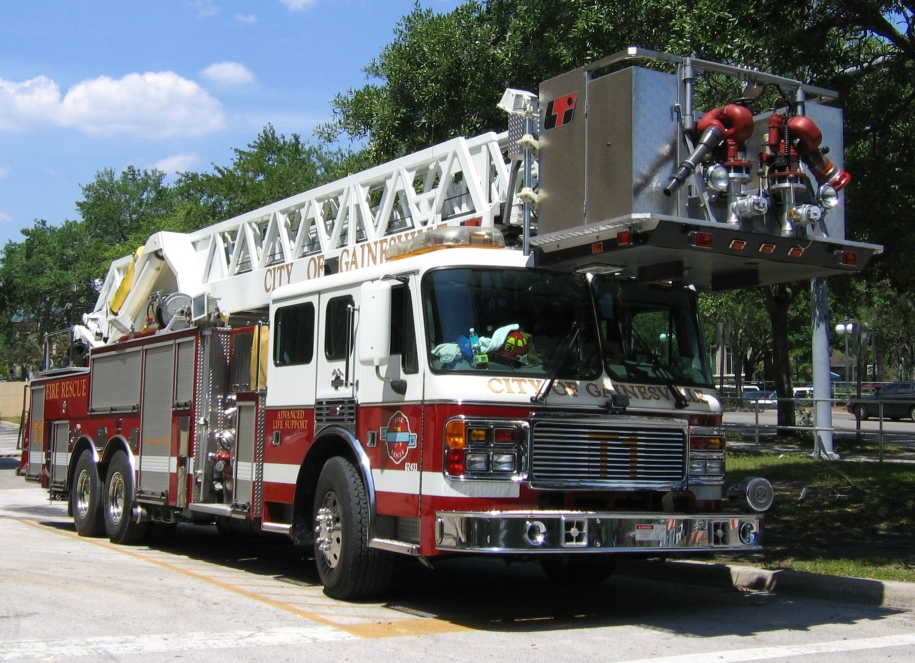
Autoladder in Gainesville, Florida, Verenigde Staten
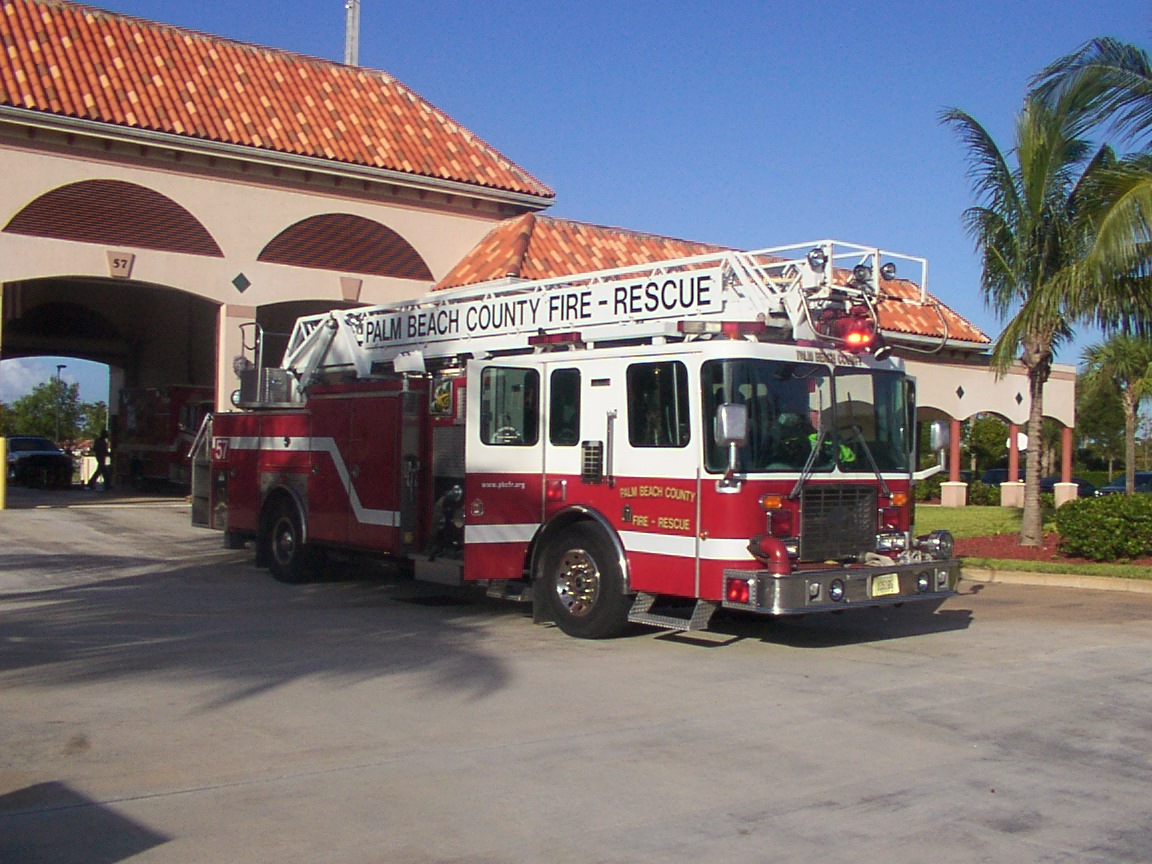
Een zogenaamde Quint in Boca Raton, Florida, Verenigde Staten
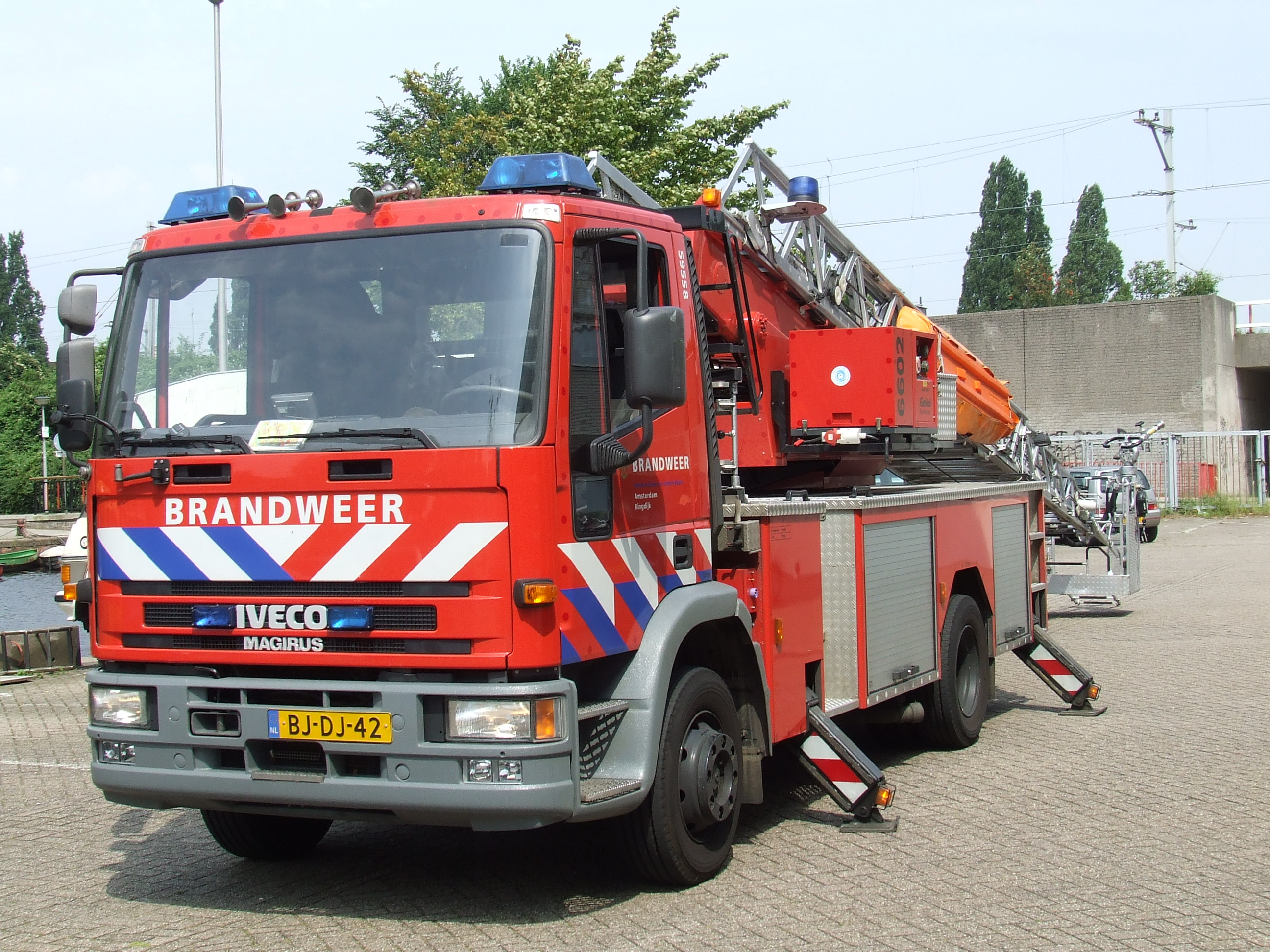
Autoladder Willem (588) uit Amsterdam, Nederland